# Doxato
Doxato (tiếng Hy Lạp: ?) là một khu tự quản ở vùng Đông Makedonías-Thrace, Hy Lạp. Khu tự quản Doxato có diện tích 243 km², dân số theo điều tra ngày 18 tháng 3 năm 2001 là 16883 người.